# Paul Jackisch
Paul Jackisch, auch Paul J. B. Jackisch, (* 25. Januar 1933 in Bremen; † 4. August 1999 in Bremen) war ein Politiker aus Bremen (CDU) und Mitglied der Bremischen Bürgerschaft.

## Biografie

### Ausbildung und Beruf
Paul Jackisch erlernte den Beruf eines Elektrikers. Ausgebildet durch Kurse und Seminare in der Katholischen Arbeitnehmerbewegung (KAB) erwarb er 1968 die staatliche Zulassung eines Rentenberaters und war seitdem als selbstständiger Rentenberater in Bremen tätig.

### Politik
Paul Jackisch war Mitglied der CDU in Bremen.  
Von 1967 bis 1987 war er 20 Jahre lang Mitglied der Bremischen Bürgerschaft und in verschiedene Deputationen und Ausschüssen der Bürgerschaft tätig. Er war sportpolitischer Sprecher seiner Fraktion.

### Weitere Mitgliedschaften
Jackisch wirkte aktiv in der Katholischen Arbeitnehmer-Bewegung (KAB).